# Mariehamn
Mariehamn (uitspraak: mariëhamn) (Fins: Maarianhamina) is de hoofdstad van de autonome Finse provincie Åland, een eilandengroep gelegen in de Oostzee. Mariehamn ligt op een schiereiland aan de zuidzijde van het hoofdeiland van Åland. Aan de westzijde ligt Svibyviken: een smalle en lange baai; aan de oostzijde ligt Slemmern, een wat ondiepere maar bredere baai. Aan de noordzijde wordt de plaats begrensd door de gemeente Jomala; in het zuidoosten ligt Lemland.
Het oppervlak van de gemeente bedraagt 20,8 km², waarvan 11,81 km² land; de overige oppervlakte is water.
Mariehamn heeft 11.757 inwoners (2022): ongeveer 40% van de totale bevolking van Åland. Het is tevens de enige echte stad van Åland. De gemeente is net als de rest van Åland eentalig Zweeds; een kleine minderheid (6%) spreekt Fins.
De stad is de zetel van het Parlement van Åland (Lagting).

## Geschiedenis
- De stad werd gesticht in 1861, op de plaats waar voorheen het dorpje Övernäs lag. Enkele gebouwen in Mariehamn herinneren nog aan die naam. Åland behoorde destijds tot het Russische keizerrijk en de Russische tsaar Alexander II noemde de stad naar zijn gemalin Marie van Hessen-Darmstadt (Maria Alexandrovna).
- De tsaar had verordonneerd dat er alleen stenen huizen gebouwd mochten worden, maar al twee jaar later zag men daarvan af en werd er massaal met hout gebouwd.
- In de tijd waarin de stad werd gesticht nam de handel over zee snel toe. De nieuwe stad had daarmee direct 'de wind in de zeilen'.
- Tegen het eind van de jaren 1880 ontstond een plan om van Mariehamn een kuur- en badplaats te maken. Daartoe werd in de huidige westelijke haven in 1889 een kuuroord en in 1900 een groot strandhotel gebouwd. In dat jaar werden ook de beeldvormende lindelanen aangelegd.

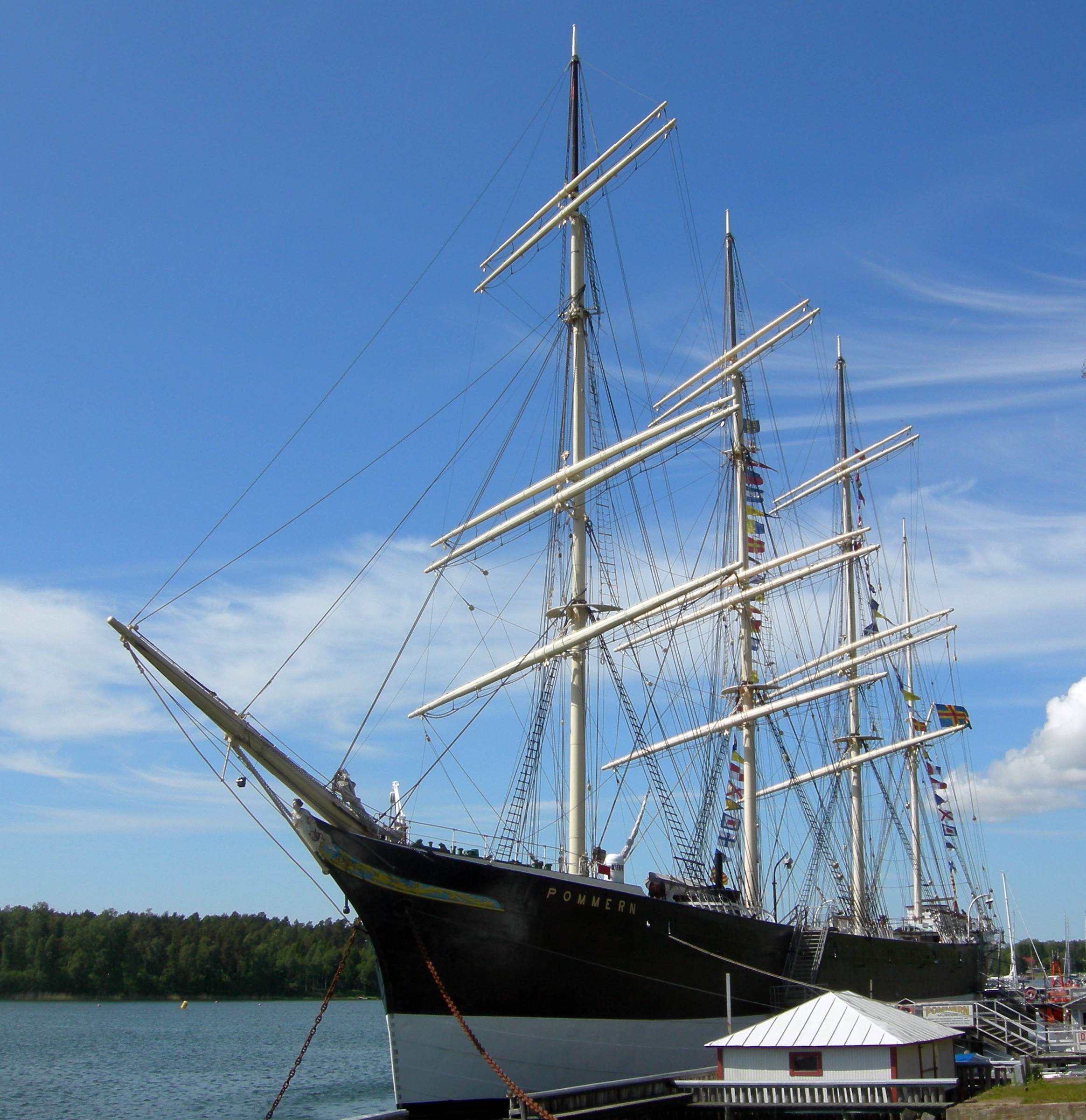
De Pommern, gelegen in de westelijke haven van Mariehamn.

- Van de jaren 1920-1940 was Mariehamn de thuishaven van een van de laatste grote windjammervloten, onder rederij Gustaf Erikson. Tot de schepen van die vloot behoorden meerdere toenmalige Flying P-Liners, de vanwege hun betrouwbaarheid en snelheid beroemde schepen van de Hamburgse rederij F. Laeisz, zoals de in 1957 gezonken Pamir en haar zusterschepen Passat en Peking, die nu respectievelijk in Travemünde en New York als museumschip zijn aangemeerd. Een andere Flying P-Liner, de nu als museum ingerichte viermasterbark de Pommern, ligt in de westelijke haven van Mariehamn.

## Stadsbeeld

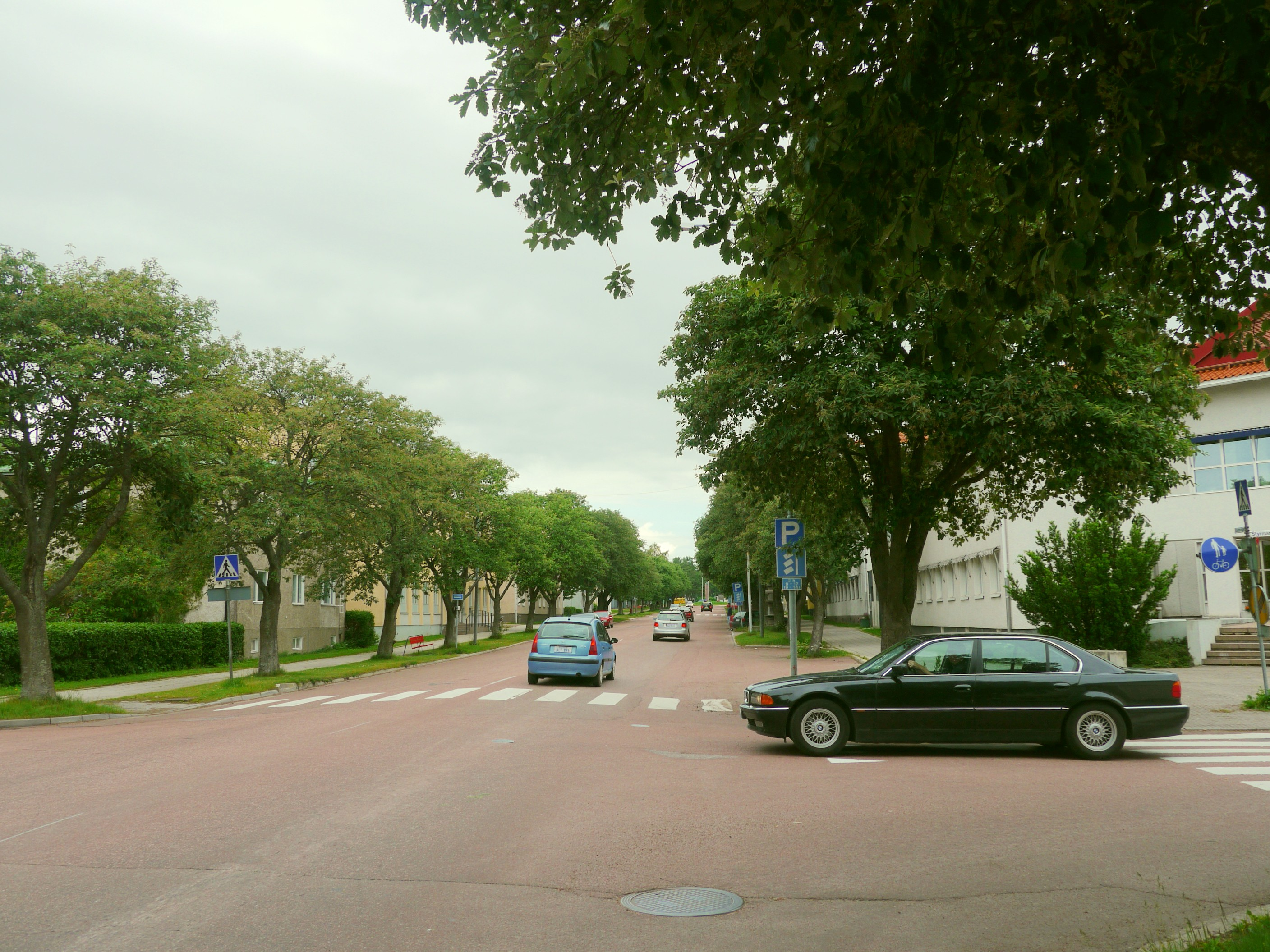
Typisch straatbeeld met lindebomen

Mariehamn is op een klein schiereiland gebouwd, en daardoor is ruimte er beperkt. Daarom is de gemeente in 1961 al eens aan de noordzijde uitgebreid ten koste van het grondoppervlak van de buurgemeente Jomala. Desondanks is de stad ruim opgezet met erg veel groen en brede lanen met lindebomen. De stad wordt daarom ook wel de 'stad van de duizend lindes' genoemd.
De stad heeft een rechthoekig stratenplan dat ontworpen is door de Zweeds-Finse architect Georg Theodor Chiewitz. In de jaren zestig werden veel oude houten huizen gesloopt en vervangen door modernere huizen. Toch zijn er nogal wat oude traditionele gebouwen bewaard gebleven, waaronder een aantal huizen ontworpen door architect Hilda Hongell en een aantal vroege gebouwen van de beroemde architect Lars Sonck. Sonck heeft een aantal markante gebouwen van Mariehamn ontworpen, onder andere het stadhuis. Het bestuurlijke en culturele centrum van Mariehamn ligt aan de oostzijde van het schiereiland, en is ontworpen door de Finse architect Helmer Stenros.

## Infrastructuur

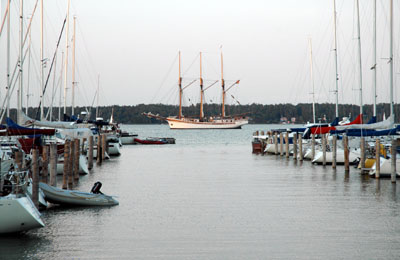
Jachthaven aan de oostkant van Mariehamn

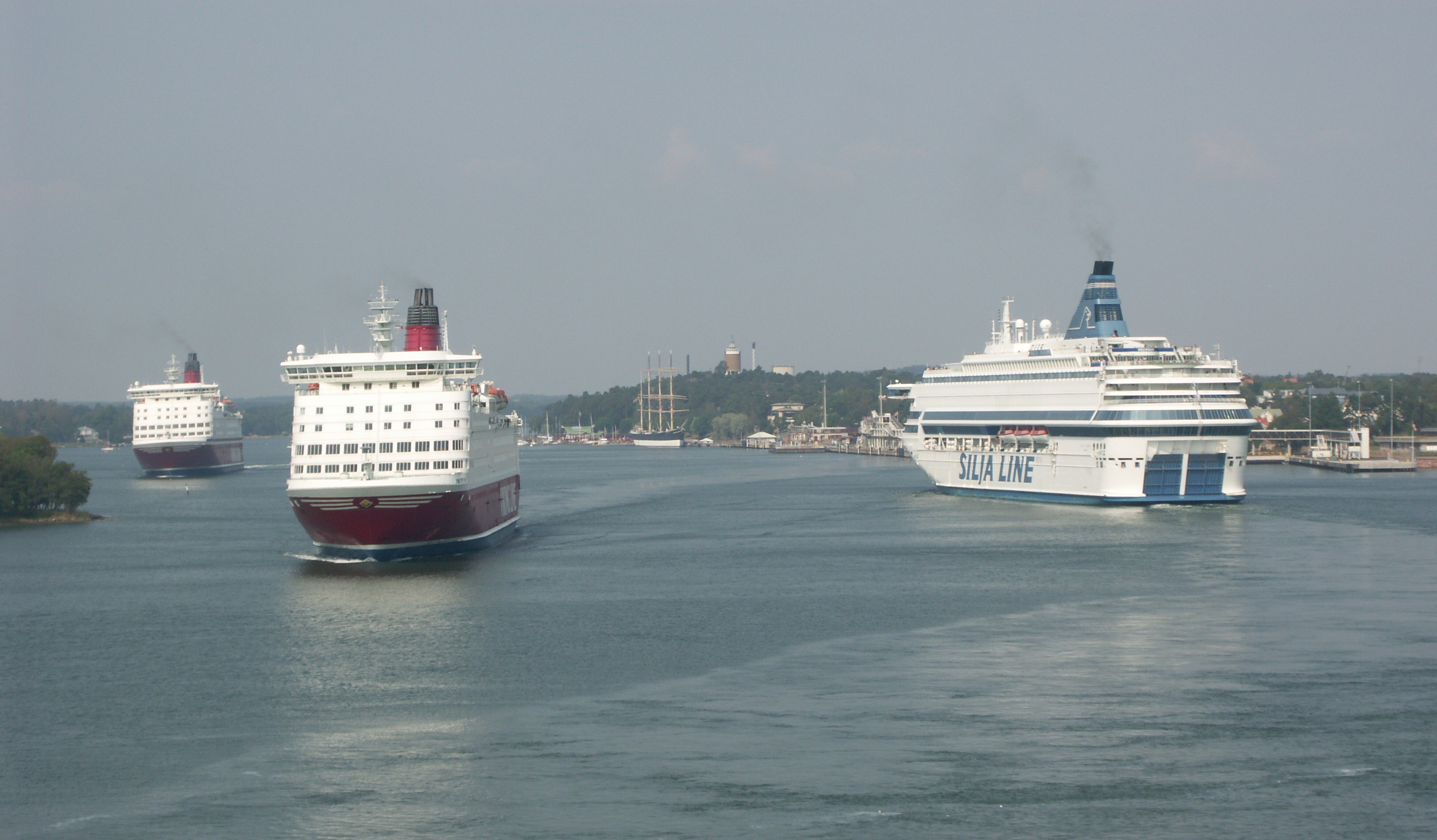
Grote veerboten varen af en aan in Svibyviken, waaraan de westelijke haven van Mariehamn ligt.

Doordat de stad op een schiereiland ligt, zijn er zowel havens aan de oost- als aan de westzijde. Beide havens zijn het grootste deel van het jaar ijsvrij.
De oostelijke havens zijn met name voor lokale verbindingen en pleziervaart; de westelijke haven van Mariehamn wordt zeer frequent aangedaan door grote internationale veerboten van meerdere maatschappijen die varen van en naar Stockholm, Kapellskär, Turku, Helsinki en Tallinn.
Om fiscale redenen doen veel grote veerboten deze betrekkelijk kleine haven aan. In 1999 maakte de Europese Unie een eind aan de verkoop van taxfree goederen op veerboten, maar de speciale privileges van Åland geven een legale uitzondering voor schepen die een haven in Åland aandoen. Omdat taxfree-verkoop een belangrijke bron van inkomsten is voor de veermaatschappijen, maken alle veerverbindingen tussen Zweden en Finland sindsdien ergens een tussenstop op Åland: in Mariehamn of in Långnäs.
Mariehamn is per vliegtuig bereikbaar via Luchthaven Mariehamn, een internationale luchthaven die op zo'n 3 km ten noordwesten van de stad ligt, met meerdere vluchten per dag naar Stockholm, Turku en Helsinki.
Vanaf Mariehamn zijn er goede wegverbindingen naar de overige gemeenten op het hoofdeiland, waarbij de afstand zelden groter is dan 40 km.
De stad heeft gratis stadsbusvervoer en er lopen buslijnen naar alle gemeenten op het hoofdeiland en naar Vårdö.
Mariehamn is ook het mediacentrum van Åland: beide Ålandse kranten (Ålandstidningen en Nya Åland) en verschillende radio- en tv-stations hebben hier hun vestiging.

## Economie
Sinds de stichting van de stad is de economie sterk gericht op de zee. Mariehamn heeft ook nu nog een groot aantal rederijen en een groot deel van de bevolking is direct of indirect afhankelijk van de zeevaart en scheepsbouw. Er is ook een zeevaartschool.

De talrijke veerverbindingen en de speciale taxfree-regeling die geldt voor schepen die Åland aandoen, zijn een belangrijke motor van de Ålandse economie. De veerverbindingen zorgen niet alleen voor werkgelegenheid maar brengen ook veel toeristen naar de eilanden. Daaruit blijkt dat ook het toerisme een belangrijke inkomstenbron vormt.
Andere bedrijvigheid in Mariehamn komt van een grote Finse aardappelverwerkende industrie die haar hoofdkwartier in de stad heeft.

## Bezienswaardigheden

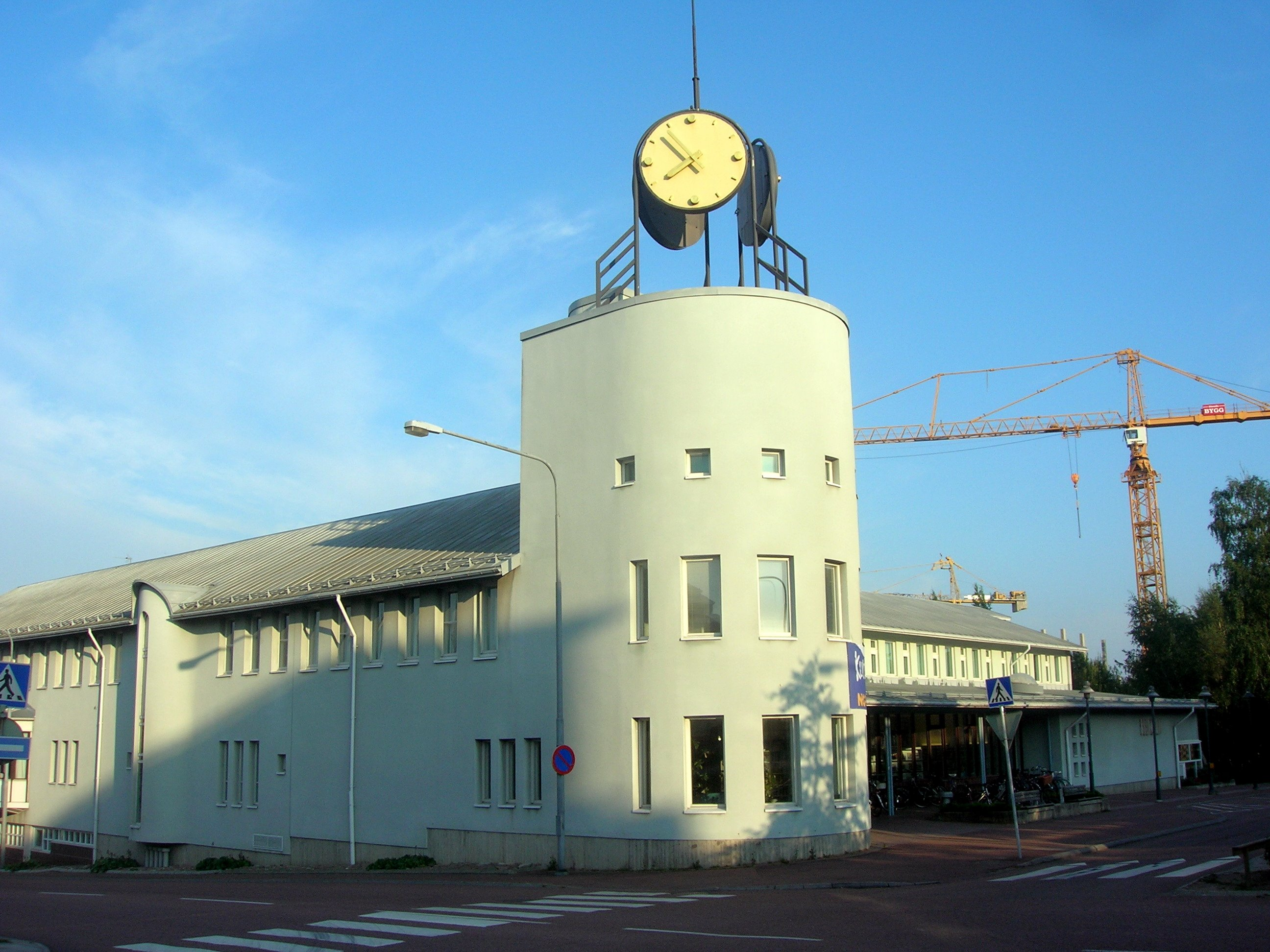
De stadsbibliotheek van Mariehamn

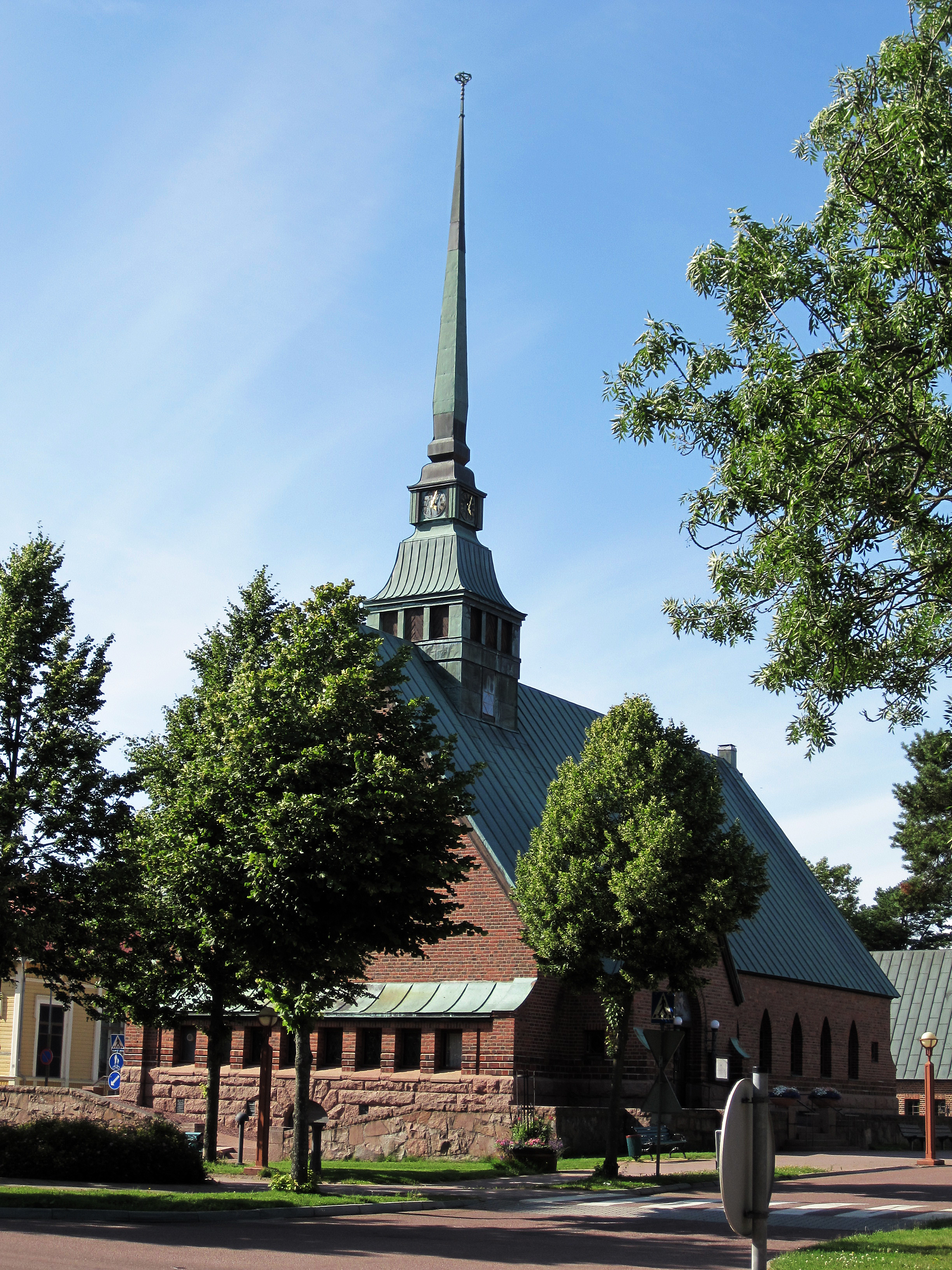
Sint-Joriskerk (Sankt Görans kyrka)

- Övernässtugan: het oudste gebouw van de stad, een boerderij die dateert van nog vóór de stichting van Mariehamn. Ze is gereconstrueerd tot de oorspronkelijke toestand en is te bezichtigen.
- De Pommern: een viermasterbark die te bezichtigen is als drijvend museum, gelegen aan de westelijke kade.
- Sjökvarteret (het zeevaartkwartier): museum over traditionele scheepsbouw, uitgebreid en heropend in 2012.
- Ålands museum en Ålands kunstmuseum: twee musea in één pand: volkenkundig museum (jagen en vissen, archeologie, bevolking, zeevaart, oorlogen, onafhankelijkheid) en kunstmuseum (kunst die in ruime zin een relatie heeft met Åland)
- Ålands scheepvaartmuseum (Ålands sjöfartsmuseum): veel informatie over de plaatselijke zeevaart, met onder andere 41 modellen van de scheepsmodelbouwer Viktor Andersson. Het museum is van 2009-2012 herbouwd.
- Lilla holmen: park op een eiland met openbaar zandstrand aan de oostkant van de stad, met een vogeltuin en kinderboerderij. Het park dat daar direct tegenaan ligt, heet Tullarns äng.
- Badhusberget: een 40 meter hoge heuvel met daarbovenop de watertoren. Deze plek biedt een mooi uitzicht over de zee en is bereikbaar via een mooi wandelpad door het Badhuspark dat door een scheur in de rotsen loopt.
- Mariebad: zwembad met wellnesscentrum, direct gelegen aan de fjord Slemmern.
- Bibliotheek: gebouwd in 1989; ontwerp van architect Hans Stenius. Bevat ook de collectie van de hogeschool van Mariehamn.
- De Sint-Joriskerk (Sankt Görans kyrka): in 1927 ontworpen door Lars Sonck.
- Sinds 1990 is Mariehamn de thuishaven van de voormalige Jan Nieveen: in de jaren 1930 het vlaggenschip van de beurtvaartverbinding over Zuiderzee / IJsselmeer tussen Lemmer en Amsterdam. Het schip doet nu in de oostelijke haven onder de naam F.P. von Knorring dienst als restaurant.
- Het eilandje Kobba Klintar, langs de vaarroute naar Zweden, behoort ook tot deze gemeente. Het is een geliefde bestemming voor toeristen.

## Cultuur en uitgaansleven
Mariehamn heeft veel barretjes, restaurants en nachtclubs. Er is een casino en een theater. Jaarlijks zijn er in juli een jazzfestival (Alandia Jazz Festival), het rockfestival 'Rockoff' en de zeedagen (Ålands Sjödagar). In augustus is er een culturele nacht, in februari is er Mariehamn Winter Jazz en in maart zijn er literatuurdagen in de stadsbibliotheek.

## Stedenbanden
- Kópavogur, (IJsland)

## Sport
De voetbalclub IFK Mariehamn heeft een eigen stadion (1500 zitplaatsen).
Nabij het voetbalstadion zijn veel andere sportfaciliteiten, zoals een ijsbaan, tennisbanen, een tennis- en badmintonhal en een bowlingcentrum. Daarnaast zijn er in Mariehamn uiteraard veel mogelijkheden voor het beoefenen van allerlei watersporten.

## Geboren
- Hilda Hongell, architect (1867)
- Frej Liewendahl, olympisch atleet (1902)
- Anders Eriksson, voetballer (1965)
- Anders Överström, voetbal-doelman (1985)